# 藤原令明
藤原 令明（ふじわら の よしあき）は、平安時代後期の貴族・儒者。藤原式家、右京大夫・藤原敦基の長男。名は合明とも表記される。官位は正五位下・大内記。

## 経歴
康和4年（1102年）頃に秀才に及第し、長治3年（1106年）に秀才として献策している。天永3年（1112年）には文章生となり左衛門尉を務める。9月に六位蔵人となり、11月には従五位下に叙爵。左衛門尉はそのまま務め続け、左衛門大夫となった。後に正五位下に叙され、上野介、大内記を歴任した。康治2年（1143年）に70歳で卒去。最終官位は正五位下行大内記。
儒学者として名を挙げ、左大臣・藤原頼長の幼少期には頼長を弟子としており、令明の没後も頼長は先師と崇めている。

## 官歴
- 康和4年（1102年）12月28日：これ以前に秀才に及第[3]
- 長治3年（1106年）正月19日：博士藤原敦宗に献策[4]
- 天永3年（1112年）9月23日：六位蔵人に補す[5]。これ以前に文章生、左衛門尉を務む。11月15日：正六位上から従五位下に叙爵[6]（左衛門尉如元）。
- 天治2年（1125年）9月14日：これ以前に上野介を務む。

## 系譜
- 父：藤原敦基
- 母：中原季成の娘
- 妻：伴広貞の娘
  - 男子：藤原範明（1095-1169）
  - 男子：藤原敦任（1110-1185）
- 妻：不詳（生母不明）
  - 男子：藤原敦綱（?-?）
  - 男子：藤原基業
  - 男子：藤原敦景
  - 女子：源師頼室